# Heterixalus tricolor
Heterixalus tricolor es una especie de anfibios de la familia Hyperoliidae.
Es endémica de Madagascar y las cercanas islas de Nosy Be y Nosy Komba.
Su hábitat natural incluye bosques tropicales o subtropicales secos, sabanas secas, praderas húmedas o inundadas en algunas estaciones, pantanos, marismas de agua dulce, corrientes intermitentes de agua dulce, tierra arable, zonas previamente boscosas ahora degradadas, estanques, zonas de regadío, tierras de agricultura parcial o temporalmente inundadas y canales y diques.